# Сенакский уезд
Сена́кский уезд — административно-территориальная единица в составе Кутаисской губернии и Грузинской ССР. Административный центр — местечко Сенаки.

## История
Уезд образован в 1846 году в составе Кутаисской губернии на территории бывшей исторической области Мингрелия.
В 1918 году Сенакский уезд в составе Кутаисской губернии вошёл в состав Грузинской Демократической Республики. Упразднён в 1930 году.

## Население
Население 115 785 человек (1897), в том числе в местечке Сенаки — 1248 чел., городе Поти — 7346 чел.

### Национальный состав
Национальный состав по переписи 1897 года:
- мингрелы — 96 851 чел. (83,65 %),
- грузины — 14 338 чел. (12,38 %),
- русские — 1 395 чел. (1,20 %),
- грузинские евреи — 448 чел. (0,39 %),
- армяне — 448 чел. (0,39 %),
- греки — 401 чел. (0,35 %),

## Административное деление
В 1913 году в состав уезда входило 27 сельских правлений:
| - Абашское — с. Абаша, - Абедатское — с. Абедати, - Бандзинское — с. Бандза, - Геджетское — с. Геджеты, - Гулейкарское — с. Гулейкарское, - Кватанское — с. Кватана, - Кинчхинское — с. Кинчха, - Кицийское — с. Киция, - Лехандрово-Оногийское — с. Лехандрово, | - Маранское — с. Илори 2-е, - Мартвильское — с. Мартвили, - Нагвазовское — с. Нагвазово, - Наесаковское — с. Наесаково, - Накалакевское — с. Накалакеви, - Нахуновское — с. Нахуново, - Носирское — с. Носири, - Онтопское — с. Онтопо, - Поцховское — с. Поцхо, | - Салхинское — с. Салхино, - Сенакское — с. Старо-Сенаки, - Сепиетское — с. Сепиети, - Суджунское — с. Суджуна, - Тамаконское — с. Тамакони, - Теклятское — с. Текляти, - Ушапатское — с. Ушапати, - Челадидское — с. Челадиди, - Экское — с. Эки, |